# کینالی (بتلیس)
کینالی (به ترکی استانبولی: Kınalı) یک منطقهٔ مسکونی در ترکیه است که در بیتلیس واقع شده‌است.